# Zomerschroeforchis
De zomerschroeforchis (Spiranthes aestivalis) is een orchidee. De overblijvende plant staat op de Nederlandse Rode lijst van planten als niet meer in Nederland aanwezig. De zomerschroeforchis is voor het laatst in Nederland gezien in 1936. De plant komt van nature voor in Midden- en Zuid-Europa. In Nederland is de plant vanaf 1 januari 2017 niet meer wettelijk beschermd.
De plant wordt 10-40 cm hoog, vormt twee tot zes 5-8 cm lange knollen en heeft drie tot vijf, in een rozet zittende, lijn- tot lancetvormige, lichtgroene, 5-14 cm lange en 0,6-1,2 cm brede bladeren. Aan de stengel zitten één of twee bladeren.
De zomerschroeforchis bloeit van juni tot augustus met witte bloemen. De binnenste twee bloemdekbladen zijn korter dan de buitenste. De lip is aan de top gekarteld en heeft geen spoor. De kurkertrekkervormig gedraaide, afstaand behaarde bloeiwijze is 3-10 cm lang en bestaat uit zes tot twintig bloemen.
De vrucht is een doosvrucht met zeer fijn zaad.
De plant kwam in Nederland voor op voedselarme gronden in moerasachtige heidevelden en beekdalgraslanden.